# Suibne Geilt
Suibne Geilt (Obłąkany) – w późnym iryjskim micie (Buile Shuibhne) - król obłożony klątwą przez św. Ronana. Stało się to w czasie, gdy król poczuł się znieważony na wiadomość o rozpoczęciu budowy kościoła bez jego zezwolenia przez Ronana. Mimo że, jego żona Eorann starała się go powstrzymać, król przybył pospiesznie na miejsce, chwycił psałterz świętego i wrzucił go do jeziora znajdującego się w pobliżu. Następnie dopadł świętego i byłby mu zrobił krzywdę, jednak w tym samym momencie przybył posłaniec z ważną wiadomością, która wzywała go do udzielenia pomocy swoim sojusznikom w walce. Następnego dnia wydra wyłowiła psałterz w nienaruszonym stanie. Św. Ronan podziękował za to niebiosom, po czym wyklął Suibne, który od tej pory zaczął zachowywać się jak ptak, skacząc po drzewach. Dopiero po siedmiu latach królowi wróciło zdrowie. Kiedy św. Ronan dowiedział się o ozdrowieniu króla, zaczął się modlić o to, aby nie powrócił on do prześladowania chrześcijan. W ten sposób, Suibne znalazł się ponownie na skraju postradania zmysłów, dręczony urojeniami w postaci pozbawionych głowy ciał i samych odciętych głów. Inny kapłan ulitował się nad udręczonym królem i spisał jego historię, po czym Suibne zmarł jako chrześcijanin, a jego dusza wzniosła się przed oblicze Stwórcy.